# Портерфилд, Иан
Джон «Иан» Портерфилд (англ. John "Ian" Porterfield; 11 февраля 1946 — 11 сентября 2007) — профессиональный футболист, и тренер, который работал как на клубном, так и на международном уровне в течение почти 30 лет. Вплоть до своей смерти, он был главным тренером сборной Армении.

## Карьера игрока
Родился в Данфермлине, Шотландия, именно здесь Портерфильд начал свою карьеру с Рейт Роверс, но лучшие времена своей карьеры игрок пережил в Сандерленде, он забил победный гол на Уэмбли в финале Кубка Англии 1973 года, что дало его команде победу над ударной Лидс Юнайтед, которые были в числе лучших клубов мира на тот момент. Он оставался в «Сандерленде» в течение 10 лет, с кратковременным уходом в Рединг в 1976 году. В 1977 году Портерфилд становится сначала игроком Шеффилд Уэнсдей, а затем играющим тренером.

## Тренерская карьера

### 1980-е годы: работа в Англии
После ухода на пенсию в качестве игрока он продолжал управлять «Ротерем Юнайтед» и выиграл первенство третьего дивизиона в Англии. 6 июня 1981 он возглавляет «Шеффилд Юнайтед». Ему была дана задача вытащить клуб из четвёртой лиги обратно в первый дивизион, за 5 сезонов. Задачу почти удалось выполнить — «Шеффилд» вошёл во второй дивизион. Однако Портерфилд всё равно был уволен. 27 марта 1986 года его сменяет на посту главного тренера Билли МакЭван.
В ноябре 1986 года он был назначен в качестве руководителя Абердина в шотландской высшей лиге, после ухода Алекса Фергюсона в Манчестер Юнайтед. Однако работа не увенчалась успехом, и он покинул пост к концу 1988 года. В том же году он стал ассистентом уже в «Челси» — помощником главного тренера Бобби Кэмпбелла в Челси — и руководил продвижением в первый дивизион.
В октябре 1989 года Портерфилд был назначен менеджером третьего дивизиона в Рединге, но был уволен спустя 18 месяцев, не сумев выполнить задачи, и отправился снова в Челси помогать сначала тому же Бобби Кэмпбеллу, а затем Кену Бейтсу.

### 1990-е годы: работа со сборными и возвращение в Англию
Летом 1993 года после авиакатастрофы погиб костяк сборной Замбии по футболу. Мистер Портерфилд был назначен тренером команды, чтобы восстановить сборную. Но вскоре он подал в отставку. В январе 1996 года он вернулся в Британию и стал помощником в Болтоне, чтобы помочь клубу избежать вылета, но цель достигнута не была — команда вылетела в низший дивизион.
В истории футбола Портерфилд вошёл также как тренер сборных Омана и Тринидада и Тобаго.

### 2000-е годы: последние тренерские шаги в жизни
В 2003 году он был назначен менеджером клуба Пусан в Корее, где проработал до 2006 года. 4 апреля 2006 года он подписал контракт с федерацией футбола Армении и стал тренером сборной Армении по футболу.
Портерфилд не скрывал свою любовь к самой стране, людям, футболистам. В многочисленных интервью наставник упоминал о теплых отношениях и целовал герб футбольной федерации Армении. Не забыли своего героя и армянские болельщики, с которым добились наибольших успехов. Под руководством Портерфилда команда нанесла сенсационное поражение сборной Польши, сыграла вничью с сербами и португальцами, а также поднялась в рейтинге ФИФА на 80 место. На тот момент это было самое высокое место сборной Армении с момента её основания. «Шотландец Портерфилд дал толчок всему армянскому футболу», — сказал Роман Березовский.
Будучи больным раком, в тяжелом состоянии Портерфилд покидал больницы Великобритании, чтобы лично руководить командой, и остался её наставником до последних дней.
В марте 2007 года Портерфилд был прооперирован в Ереване и некоторое время вынужден был приостановить свою тренерскую работу, но затем вернулся к обязанностям. Его контракт действовал до конца 2007 года, и Портерфилд не прекращал свою работу до своей смерти, которая наступила 11 сентября 2007 года. УЕФА выразила соболезнования не только самой Федерации футбола Армении, но и всей стране.

## Достижения
«Сандерленд»
- Обладатель Кубка Англии (1): 1973
- Итого: 1 трофей